# 벤 웰든

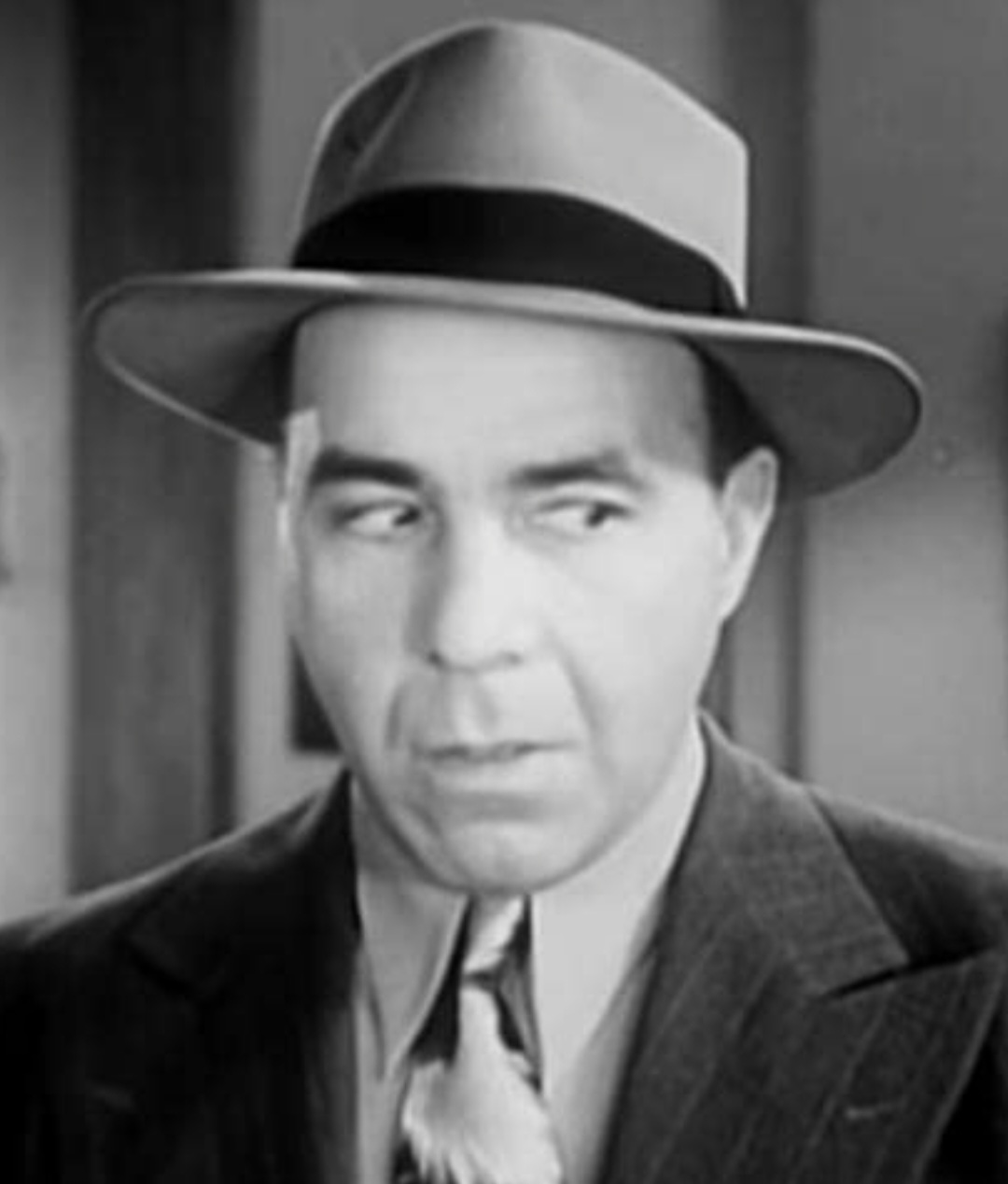

벤 웰든(Ben Welden, 1901년 6월 12일 ~ 1997년 10월 17일)은 미국의 배우이다.
털리도에서 태어났으며 우들랜드힐스에서 사망하였다.

## 출연 작품
- 슈퍼맨 - 73년작 (1973년)
- 미스터 에드 (1961년)
- 베니 굿맨 스토리 (1955년)
- 킬러 프럼 스페이스 (1954년)
- 슈퍼맨 - 54년작 2 (1954년)
- 슈퍼맨 - 54년작 1 (1954년) - 노시 역
- 올 어쇼어 (1953년)
- 에어 코만도 (1953년)
- 애보트와 코스텔로- 크리스마스 쇼 (1952년)
- 레몬 드롭 키드 (1951년)
- 론 레인저 - 49년 시리즈 (1949년)
- 어 송 이즈 본 (1948년) - 몬트 역
- 축제 (1941년)
- 맨파워 (1941년)
- 더 스타 메이커 (1939년)
- 로즈 오브 워싱턴 스퀘어 (1939년)
- 포효하는 20년대 (1939년)
- 리틀 미스 브로드웨이 (1938년)
- 해피 랜딩 (1938년)
- 더 킹 앤 더 코러스 걸 (1937년) - 퍼스트 웨이터 역
- 메이타임 (1937년)
- 키드 갈라드 (1937년)
- 기적을 만드는 사나이 (1937년)
- 본 룩키 (1933년)
- 히스 로드쉽 (1932년)

### 텔레비전
- 배트맨 (1966)